# Rašeliniská Oravskej kotliny
Rašeliniská Oravskej kotliny este o arie protejată (arie specială de conservare — SAC, sit de importanță comunitară — SCI) din Slovacia întinsă pe o suprafață de 839,56 ha, integral pe uscat.

## Localizare
Centrul sitului Rašeliniská Oravskej kotliny este situat la coordonatele 49°24′29″N 19°44′22″E / 49.408018°N 19.739325°E.

## Înființare
Situl Rašeliniská Oravskej kotliny a fost declarat sit de importanță comunitară în aprilie 2004 pentru a proteja 3 specii de animale. Situl a fost protejat și ca arie specială de conservare în martie 2004.

## Biodiversitate
Situată în ecoregiunea alpină, aria protejată conține 5 habitate naturale: Formațiuni ierboase bogate în specii de Nardus, dezvoltate pe substraturi silicioase în zone montane (și în zone submontane, în Europa continentală), Păduri acidofile de Picea de la nivel montan la nivel alpin (Vaccinio-Piceetea), Mlaștini turboase de tranziție și turbării mișcătoare, Mlaștini împădurite, Mlaștini oligotrofe degradate, capabile încă de regenerare naturală.
La baza desemnării sitului se află mai multe specii protejate:
- amfibieni (2): izvoraș-cu-burta-galbenă (Bombina variegata), Triturus montandoni
- nevertebrate (1): libelule (Leucorrhinia pectoralis)

Pe lângă speciile protejate, pe teritoriul sitului au mai fost identificate 3 specii de plante, 3 specii de păsări, 1 specie de amfibieni, 5 specii de nevertebrate.